# Dijala
Dijala (arab. ديالى) – jedna z 18 prowincji Iraku. Znajduje się we wschodniej części kraju. Stolicą prowincji jest miasto Bakuba.